# Ileana (Călărași)
Ileana è un comune della Romania di 3 308 abitanti, ubicato del distretto di Călărași, nella regione storica della Muntenia.
Il comune è formato dall'unione di 9 villaggi: Arțari, Florica, Ileana, Podari, Răsurile, Răzoarele, Satu Nou, Ștefănești, Vlăiculești.